# Bree O'Mara
Bridgid "Bree" O'Mara (4 tháng 7 năm 1968 – 12 tháng 5 năm 2010) là một tiểu thuyết gia người Ireland, vũ công ba lê, nhà sản xuất truyền hình và tiếp viên hàng không đã thiệt mạng trong vụ tai nạn của chuyến bay 771 của Afriqiyah.

## Tiểu sử

### Tuổi thơ
O'Mara sinh ra ở Durban, tỉnh Natal, Nam Phi với cha mẹ người Ireland và mang hộ chiếu Ireland. Bà theo học trường Maris Stella ở Durban vào đầu những năm 1980. Sau khi bắt đầu sự nghiệp tại nhà hát, O'Mara làm tiếp viên cho hãng hàng không vùng Vịnh, trước khi trở thành nhà sản xuất video ở các quốc gia vùng Vịnh. Sau khi đi du lịch qua Canada và Hoa Kỳ, sống một thời gian ngắn ở Elkins, West Virginia, cô đã định cư ở London trong những năm 1990. Bà đã sống ở Northamptonshire vào đầu những năm 2000. Năm 2003, bà làm việc như một tình nguyện viên cho Thử thách Mondo ở Tanzania và trở về ngôi nhà thời thơ ấu của Nam Phi vào năm 2005.  

### Đời tư
Vào thời điểm bà qua đời, bà sống ở Kosmos, Madibeng, cùng với chồng là Christopher Leach. Lính đánh thuê người Nam Phi Mike Hoare là chú của bà. Bà đã viết một ký sự chưa được công bố về những cuộc phiêu lưu của ông chú như một lính đánh thuê ở Congo trong những năm 60 và Seychelles trong những năm 70.

### Qua đời
Bà đang đi trên chuyến bay 771 của Afriqiyah, thì bị rơi ở Libya, trên đường đến London để gặp gỡ các nhà xuất bản. Trước đây, bà đã bị buộc phải từ bỏ sự xuất hiện theo lịch trình tại Hội chợ Sách London bằng cách hủy các chuyến bay đến Vương quốc Anh do vụ phun trào Eyjafjallajökull.

## Giải thưởng
- Giải thưởng sách công dân năm 2007 [9]